# Europe '72
Europe '72 je koncertní trojalbum skupiny Grateful Dead. Album vyšlo v roce 1972 u Warner Bros. Records. Písně pocházejí z evropského turné.

## Seznam skladeb
| Strana 1 | Strana 1                | Strana 1             | Strana 1 |
| Pořadí   | Název                   | Autor                | Délka    |
| -------- | ----------------------- | -------------------- | -------- |
| 1.       | Cumberland Blues        | Garcia, Lesh, Hunter | 5:47     |
| 2.       | He's Gone               | Garcia, Hunter       | 7:12     |
| 3.       | One More Saturday Night | Weir                 | 4:45     |

| Strana 2 | Strana 2            | Strana 2                  | Strana 2 |
| Pořadí   | Název               | Autor                     | Délka    |
| -------- | ------------------- | ------------------------- | -------- |
| 1.       | Jack Straw          | Weir, Hunter              | 4:46     |
| 2.       | You Win Again       | Williams                  | 3:54     |
| 3.       | China Cat Sunflower | Garcia, Hunter            | 5:33     |
| 4.       | I Know You Rider    | trad., arr. Grateful Dead | 4:55     |

| Strana 3 | Strana 3         | Strana 3       | Strana 3 |
| Pořadí   | Název            | Autor          | Délka    |
| -------- | ---------------- | -------------- | -------- |
| 1.       | Brown-Eyed Women | Garcia, Hunter | 4:55     |
| 2.       | It Hurts Me Too  | James          | 7:18     |
| 3.       | Ramble On Rose   | Garcia, Hunter | 6:09     |

| Strana 4 | Strana 4       | Strana 4         | Strana 4 |
| Pořadí   | Název          | Autor            | Délka    |
| -------- | -------------- | ---------------- | -------- |
| 1.       | Sugar Magnolia | Weir, Hunter     | 7:04     |
| 2.       | Mr. Charlie    | McKernan, Hunter | 3:40     |
| 3.       | Tennessee Jed  | Garcia, Hunter   | 7:13     |

| Strana 5 | Strana 5 | Strana 5                   | Strana 5 |
| Pořadí   | Název    | Autor                      | Délka    |
| -------- | -------- | -------------------------- | -------- |
| 1.       | Truckin' | Garcia, Lesh, Weir, Hunter | 13:08    |
| 2.       | Epilogue | Grateful Dead              | 4:33     |

| Strana 6       | Strana 6                         | Strana 6       | Strana 6 |
| Pořadí         | Název                            | Autor          | Délka    |
| -------------- | -------------------------------- | -------------- | -------- |
| 1.             | Prelude                          | Grateful Dead  | 8:08     |
| 2.             | (Walk Me Out in the) Morning Dew | Dobson, Rose   | 10:35    |
| Celková délka: | Celková délka:                   | Celková délka: | 1:49:35  |

## Sestava
- Jerry Garcia – sólová kytara, zpěv
- Bob Weir – rytmická kytara, zpěv
- Phil Lesh – basová kytara, zpěv
- Ron „Pigpen“ McKernan – varhany, harmonika, zpěv
- Keith Godchaux – piáno
- Bill Kreutzmann – bicí
- Donna Jean Godchaux – zpěv